# Hrvatsko-slovenski odnosi
|          |           |
| Hrvatska | Slovenija |

Međunarodni hrvatsko-slovenski odnosi formalno su započeli 6. veljače 1991. kada su uspostavljeni međusobni diplomatski odnosi između dvije zemlje. Hrvatska i Slovenija dijele bogatu povijesnu kulturnu i političku baštinu te se odnosi smatraju vrlo dobrima. Ipak, odnose dviju zemalja opterećuje nekoliko otvorenih pitanju koja su prouzročena raspadom Jugoslavije.  Iako je suradnja dviju zemalja u ostalim aspektima vrlo dobra (osobito u gospodarskom) otvorena pitanja povremeno dolaze u središte interesa političkog života, medija i javnosti.

## Međusobni sporovi

### Morsko razgraničenje
Za vrijeme SFRJ morska granica između republika nije bila utvrđena. Povodom nastojanja da se morska granica uredi nastao je hrvatsko-slovenski granični spor. 
Prema hrvatskom prijedlogu granična crta trebala bi ići od ušća Dragonje sredinom Piranskog zaljeva. U tom slučaju Slovenija ne bi imala pristup međunarodnim vodama Jadranskog mora.
Slovenija smatra da joj pripada 4/5 Zaljeva i da bi linija razgraničenja išla neposredno uz hrvatsku obalu Zaljeva.
S problematikom razgraničenja na moru povezan je i status sela Škudelini, Škrili, Buzin i Mlini. Dio te problematike je status kuće Joška Jorasa. On smatra da se slovenski teritorij proteže i na lijevu obalu Dragonje gdje se nalazi njegova kuća.
Najznačajniji dosadašnji pokušaj rješenja tog problema su sporazum hrvatskog premijera Račana i slovenskog kolege Drnovšeka parafiran 20. srpnja 2001., susret vlada na Brijunima 10. lipnja 2005. te sporazum hrvatskog premijera Sanadera i slovenskog kolege Janše iz 2007.
Sporazum o o prekograničnoj suradnji (SOPS) je stupio na snagu 5. listopada 2001. i olakšao svakodnevni život u pograničnom području i regulirao djelatnost slovenskih ribara u hrvatskim teritorijalnim vodama.
Godine 2001 su premijeri Račan i Drnovšek usuglasili sporazum prema kojem bi 80% Piranskog zaljeva pripalo Sloveniji čime bi ona dobila pristup međunarodnim vodama, a Hrvatska bi zadržala morsku granicu s Italijom. 
Hrvatski parlament je Sporazum odbio, a potpis opunomoćenika hrvatske vlade Olge Kresović-Rogulja je proglašen parafom bez pravnog značenja. Slovenska strana pak smatra paraf kao puno prihvaćanje Sporazuma i hrvatski stav smatra neozbiljnim. Nakon toga je u Piranskom zaljevu došlo do niza incidenata između slovenskih policijskih plovila i hrvatskih ribara. Slovenski policajci su hrvatskim ribarima branili aktivnost u dijelu koji prema Sporazumu pripao Sloveniji. Na međuvladinom radnom sastanku održanom 10. lipnja 2005. obje su se strane obvezale suzdržati od provokacija.

Istog dana je utemeljena zajednička hrvatsko-slovenska povijesna komisija pod predsjedanjem akademika Petra Strčiča i dr. Janka Prunka s ciljem pripreme pravnih temelja za arbitražu. Na marginama Strateškog foruma na Bledu održanog 26. kolovoza 2007., slovenski premijer  Janša  i njegov hrvatski kolega Sanader dogovorili su se o načelnom rješenju spora na nekom međunarodnom sudu.
Trenutno je prijeporno koji će međunarodni sud voditi spor. Hrvatska preferira Međunarodni sud za pravo mora u Hamburgu, a Slovenija Međunarodni sud pravde u Haagu.
Ako se spor bude vodio u Hamburgu, Hrvatska će navodno biti u boljem položaju jer će se voditi načelom granice u sredini. Sud u Haagu bi bio bolje rješenje za Sloveniju jer bi vodio računa o načelu pravičnosti. U tom slučaju bi se raspravljalo i o spornim selima na lijevoj obali Dragonje.
Novo poglavlje u prijeporu između dviju zemalja je počelo 1. siječnja  2008. stupanjem na snagu hrvatskog zakona o Zaštićenom ekološko-ribolovnom pojasu (ZERP) prema kojemu bi Hrvatska mogla proširiti suverenitet i na području između granice teritorijalnih voda i epikontinentalne crte sredine Jadranskog mora. Hrvatska se pozvala na međunarodno pravo i tvrdila da su i Slovenija i Italija učinile isto. Slovenija je smatrala da bi ZERP prejudicirao granicu na moru te je svoje predsjedanje EU-om u prvoj polovici 2008. iskoristila za blokadu pristupnih pregovora Hrvatske. Zbog jakog pritiska Hrvatska je u ožujku odustala od provođenja ZERP-a nakon čega je deblokiran pregovarački proces. U posljednje vrijeme hrvatska strana koristi umjesto naziva Piranski zaljev termin Savudrijska vala.

### Vinjete
Uvođenjem vinjeta za osobna vozila od 1. srpnja 2008. otvoreno je još jedno problematično pitanje u odnosima dviju zemalja. U prodaji su samo 6-mjesečne (35 eura) i godišnje vinjete (55 eura) čime su "diskriminirana" vozila koja rijetko koriste slovenske autoceste. U tu kategoriju npr. spadaju hrvatski putnici na pravcu od GP Macelj prema Austriji (GP Šentilj). Za nekoliko km autoceste od Maribora do Šentilja potrebno je bilo platiti minimalnu 6-mjesečnu vinjetu. S druge strane slovenski korisnici za 55 eura godišnje su koristili čitavu mrežu autocesta. Zahvaljujući vinjetama je došlo do povećanja prihoda od cestarina. Od uvođenja vinjeta 1. srpnja do 17. kolovoza prodano je 1,6 milijuna vinjeta za što je uprihodovano 186 mil eur. Do kraja 2008. ih se planira prodati još 400.000, a očekuje se da će prihod biti za 14% veći u odnosu na lanjski ↓vinjete. Vinjete su dugoročno gledajući, prijelazna faza do uvođenja satelitskog sustava naplate.
Mnogi europski autoklubovi su prosvjedovali tražeći uvođenje kraćih, 10 dnevnih vinjeta.

### Nuklearna elektrana Krško
NE Krško je sagrađena je zajedničkim sredstvima dviju zemalja u omjeru 50:50. U funkciji od 1981. i smatra se sigurnom elektranom s obzirom na to da je sagrađena korištenjem američke tehnologije.
Od osamostaljenja dviju zemalja su se pojavili sljedeći problemi:
•	cijena isporučene energije u hrvatsku mrežu
•	sastav uprave
•	zbrinjavanje otpada
•	fond za financiranje i zbrinjavanje radioaktivnog otpada i istrošenog goriva.
Slovenija je nacionalizirala nuklearku 1996., a 1998. obustavlja isporuku struje zbog nepristajanja Hrvatske na cijenu isporučene energije. Prema sporazumu Račan-Drnovšek iz 2001. obje strane odustaju od potraživanja,  pristaju na uplate u zajednički dekomisijski fond, a isporuka je trebala krenuti 01.07.2002. Slovenija je Hrvatsku tužila za nenaplaćenu isporučenu energiju u iznosu od 105 mil USD. Riječ je o razlici između cijene koju je tražila Slovenija i cijene koju je Hrvatska plaćala. Hrvatsko potraživanje je pak iznosilo 180 mil USD. Riječ je o razlici cijene zbog korištenja skupljih izvora od 1998 do 01.07.2002 ↓krško.  
Isporuka struje je stvarno započela tek 19.04.2003.  zbog kašnjenja ratifikacije od strane slovenskog parlamenta.
Hrvatska je 4. studenoga 2005. pokrenula arbitražni postupak protiv Vlade pred Međunarodnim centrom za rješavanje investicijskih sporova (ICSID) u Washingtonu. 
Slovenija Hrvatskoj prigovara što je s uplatama u dekomisijski fond započela tek 2006. Pitanje lokacije odlagališta je ostalo otvoreno

### Ljubljanska banka
Ljubljanska banka je za vrijeme bivše Jugoslavije bila jedna od najuglednijih banaka. Oko 130 000 hrvatskih građana je imalo otvorene štedne račune.
Banka je također kreditirala hrvatska poduzeća. Ta sredstva nisu nikada vraćena. 
Nakon raspada Jugoslavije Ljubljanska banka objavljuje stečaj. Banka nasljednica, Nova ljubljanska banka (NLB) je prema teritorijalnom principu priznala štedne uloge samo slovenskih štediša. 
Hrvatska strana smatra da je riječ o diskriminaciji. 
Slovenski stav je da je nakon raspada Jugoslavije došlo do novih, nepredviđenih okolnosti. Štedni ulozi bi se trebali smatrati dijelom sukcesijske mase bivše države. 
2004. je grupa hrvatskih štediša tužila Banku na Europskom sudu za ljudska prava u Strasbourgu. 03.10.2008 je sud tužbu odbacio.

## Hrvatski pristup Europskoj uniji
Slovenska blokada pristupa Hrvatske Europskoj uniji pojavila se 2008. godine kada je Slovenija, članica EU-a, počela Hrvatskoj, zemlji kandidatkinji, usporavati otvaranje pregovaračkih poglavlja, što je protumačeno kao ucjena i iskorištavanje njenog povlaštenog položaja kako bi riješila neka otvorena granična pitanja u svoju korist. U prosincu 2008. Slovenija je izravno blokirala otvaranje daljnjih poglavlja Hrvatskoj, iako su se sve ostale zemlje članice EU zalagale za nastavak pregovora. Slovenija je još prije obećavala da će nastaviti otvaranje pregovora ako Hrvatska ukine ZERP, što se i dogodilo, no u prosincu 2008. je opet blokirala otvaranje pregovora.
Slovenija je ostala jedina članica EU-a koja je inzistirala na blokadi - ostalih 26 članica prihvatilo je otvaranje pregovora Hrvatske i EU-a, zbog čega je Slovenija postala izložena kritikama i stanovitim pritiscima.[nedostaje izvor]

### Blokada pregovora u prosincu 2008.
Iako je Slovenija sporadično usporavala otvaranje poglavlja Hrvatskoj zbog neriješenih pitanja na granici, 21. studenog 2008. budući slovenski premijer Borut Pahor, osvrnuo se na francuski prijedlog za deblokiranje hrvatskih pristupnih pregovora, pred kraj svog inauguralnog govora pred zastupnicima u parlamentu: '“zadnjih 14 dana bili smo u živahnom kontaktu s francuskim predsjedništvom EU-a i zahvalni smo što su uvažene i naše primjedbe, kako bi se stvari mogle riješiti na adekvatan način', rekao je. Govoreći o francuskom prijedlogu, Pahor je rekao da on odražava i stajalište Slovenije, odnosno da su i ta stajališta uključena u prijedlog. Francusko predsjedništvo EU-a 'govori i u ime Slovenije', kazao je Pahor. Pahor je pri tom naglasio da Slovenija podržava ulazak Hrvatske u EU i njene brže pristupne pregovore, ali da očekuje razumijevanje Hrvatske u vezi s rezervama koje se tiču neriješenih pitanja granice.
Po njegovim je riječima Slovenija spremna prihvatiti prijedlog francuskog predsjedništva da se pristupni pregovori ubrzaju.
'Proučit ćemo francuski prijedlog, ali samo uz jamstvo da dokumenti koje je za pristupne pregovore pripremila hrvatska strana ne prejudiciraju međudržavnu granicu i da taj prijedlog tako shvaćaju i Vijeće Europske unije i Europska komisija', rekao je Pahor zastupnicima.
Težak udarac hrvatskom približavanju EU zadali su ministri vanjskih poslova 27-morice na sastanku u Bruxellesu 7. prosinca 2008. Ministri nisu potvrdili prijedlog Europske komisije koja traži da se pregovori s Hrvatskom za ulazak u EU zaključe 2009.
Razlog tomu je Slovenija, koja je zaprijetila vetom ako ne bude riješila spor s Hrvatskom oko granice. Hrvatsko-slovenski spor oko granice osnovni je razlog što ministri vanjskih poslova, a zatim i predsjednici vlada i država 27-morice, na sastancima u prosincu, neće naznačiti datum završetka pregovora i ulaska Hrvatske u EU.    
“Zemlje članice, razumljivo, ne žele da se još jedan granični spor uvodi u Europsku uniju”, kazao je glasnogovornik talijanskog MVP-a Pasquale Ferrara, dodavši kako je već dovoljan onaj oko Cipra.[nedostaje izvor]
Nacrt dokumenta koji bi u ponedjeljak trebali usvojiti ministri vanjskih poslova, ne spominje datum - prenose i talijanska glasila. Hrvatska se nadala da će postati punopravnom članicom EU u razdoblju 2010–11, ističu, ali citiraju i slovenskog premijera Boruta Pahora koji je izjavio kako je “Ljubljana spremna staviti veto na približavanje Hrvatske EU”, jer u dokumentima koje je Zagreb predstavio “moglo bi se prejudicirati pitanje granica”. [nedostaje izvor]
Poslije razgovora s predsjednikom EK-a Pahor je izjavio kako “Zagreb treba prihvatiti plan pregovora oko granice koji je predložila Slovenija Francuskoj kao zemlji koja predsjeda EU-om. U suprotnome Slovenija će staviti veto.” Talijanska glasila ističu da je Pahor ipak kazao da je “Ljubljana spremna pronaći rješenje za pregovaračkim stolom”.[nedostaje izvor]
„Ako Hrvatska ne otvori 10 poglavlja u prosincu, potpuno je jasno da neće moći zatvoriti sve i dovršiti pregovore do kraja 2009.“, izjavio je politički analitičar Željko Trkanjec.

#### Sporni dokumenti
Ministar vanjskih poslova Samuel Žbogar slovenskoj je javnosti 19. prosinca otkrio dokumente iz sedam poglavlja o kojima Hrvatska pregovara s Europskom unijom, a koji su glavni razlog slovenske blokade hrvatskih pregovora. Prema Žbogarovom izlaganju radi se o dokumentima u poglavlju Poljoprivreda, Sigurnost hrane, veterinarstvo i fitosanitarna politika, Oporezivanje, Mrežne infrastrukture, Regionalne politike i strukturnih instrumenata, Prava, slobode i sigurnosti te Okoliša. 
- U poglavlju Poljoprivreda izričito su, kao hrvatska, navedena sporna naselja na lijevoj obali Dragonje (Škrile, Bužin, Škudelini i Veli Mlin).

- U Sigurnoj prehrani, sporno je hrvatsko pozivanje na pomorski zakonik, koji spominje epikontinentalni pojas u Jadranskom moru.

- U poglavlju o Oporezivanju izričito je naveden granični prijelaz Plovanija, odnosno privremena granična točka kraj Sečovlja, za koju je 1994. tadašnji premijer Nikica Valentić izričito i pisano potvrdio da ne prejudicira granicu.

- U Infrastrukturi, priložene su karte s ucrtanom morskom granicom.

- U Regionalnoj politici, sporan je interventni plan u slučaju onečišćenja mora, koji spominje ZERP, a priložena je i karta s ucrtanom granicom.

- U poglavlju Prava priloženi su dokumenti koji navode granične prijelaze, naveden je prijelaz Plovanija, te navedene katastarske parcele iz katastra koji je nastao nakon 25. lipnja 1991. godine.

- U poglavlju Okoliš, spominje se ZERP te je priložena karta s ucrtanom morskom granicom.

Ministar Žbogar novinarima je istaknuo kako Slovenija mora zaštiti svoje nacionalne interese, iako odluka oblokadi hrvatskih pregovora s EU nije bila laka: "Slovenija ne uživa u ovom položaju". Istaknuo je kako Slovenija u slučaju arbitraže o granici neće koristi dokumente koji su nastali nakon 25.lipnja 1991. godine i konferencije na Brijunima.

### Francuski prijedlog za deblokiranje
Francuska strana ponudila je jednostavan dokument koji bi završio spor. Predsjedatelj Odbora stalnih predstavnika (COREPER) Vijeća ministara vanjskih poslova EU (GAERC), koji je tri dana raspravljao o slovenskim amandmanima na francuski prijedlog za deblokadu pregovora, francuski veleposlanik pri EU Pierre Sellal rekao je da je “u dodiru sa slovenskim kolegom kako bismo našli odgovarajuće rješenje”. Za francuski je prijedlog 26 zemalja članica, a slovenske amandmane ni jedna zemlja nije prihvatila. Navodno Slovenija u njima čini upravo ono što zamjera Hrvatskoj – predodređuje granicu.
"Treba razumjeti da pregovori o pristupanju između EU i Hrvatske ne mogu imati za cilj riješiti dvostrana pitanja Slovenije i Hrvatske. Poštujem slovenski stav, ali ću se potruditi da se pregovorima o pristupanju ne predodredi granica. Ti su pregovori neutralni prema dvostranim i ozemaljskim pitanjima Slovenije i Hrvatske" – višekratno je ponovio.
Ako do dogovora ne dođe i ako Slovenija do pristupne konferencije 19. ovog mjeseca bude inzistirala na blokadi, moglo bi se dogoditi da Hrvatska tom prigodom otvori samo poglavlje javnih narudžbi i zatvori tri "neproblematična poglavlja" - prava intelektualnog vlasništva, ekonomska i monetarna politika, te zakonodavstvo o informacijskom društvu i medijima, piše list. No, i u slučaju najpovoljnijeg raspleta, dodaje "Delo", Hrvatska neće moći otvoriti i zatvoriti onoliko poglavlja koliko namjerava, jer Slovenija ima rezerve i oko nekih poglavlja koja nisu vezana na pitanje granice, navodi Božo Mešanovič.  Dopisnica "Večera" iz Bruxellesa Darja Kocbek na portalu "Razgledi" kritično piše o taktici Pahorove vlade u Bruxellesu, te izražava bojazan da će "hrvatski lobisti" opet biti uspješniji od slovenskih, što je jedan od lajtmotiva njenih dopisa iz Bruxellesa.
Komentirajući izjavu šefa francuske diplomacije Bernarda Kouchnera da ne može nagovijestiti ishod pregovora s Ljubljanom i da ga iznenađuje silovitost kojom se Slovenija i Hrvatska spore oko 25 kilometara mora, ona navodi da je čudi kako to slovenskoj diplomaciji do sada nije uspjelo dokazati svojim europskim partnerima da je za Sloveniju svaki kilometar važan i da to predstavlja nacionalni interes.
"Kako da Slovenija u tom sporu pridobije saveznice i Europsku komisiju kad ni sama ne zna navesti argumente zašto ne može popustiti. Kako da stranci znaju što je naš nacionalni interes, kad to, čini se, ne zna ni naša vlada iako Pahor javnost uvjerava da se je oko nacionalnog interesa ujedinio s opozicijom", navodi "Večerova" dopisnica iz Bruxellesa.
Ipak, iako nije imao uspjeha u postizanju kompromisa sa Slovenijom, Sarkozy je u drugo Irsko glasovanje za Lisabonski ugovor 2009. ubacio i protokol ulaska Hrvatske u EU. Time je postavio blagi pritisak na Ljubljanu, jer bi u slučaju da ugovor prođe, blokadom Hrvatske Ljubljana blokirala i stupanje ugovora na snagu.